# ジョージィ!
『ジョージィ！』は、1982年から小学館の『週刊少女コミック』に連載された日本の漫画作品。原作：井沢満、作画：いがらしゆみこ。フラワーコミックスレーベルでの単行本は全5巻で、1983年1月から1984年5月まで順次刊行された。また1983年には、『レディジョージィ』と題してテレビアニメ化された。
1991年11月に中央公論社から『ジョージィ！愛蔵版』全1巻が、1996年1月に同社から中公文庫レーベルでの単行本全3巻が発売されている。
原作者は2001年に『ジョージィ！』の著作権管理を日本脚本家連盟から『キャンディ・キャンディ』原作者の名木田恵子(水木杏子)に預けている。同年10月、『キャンディ・キャンディ』著作権裁判は原作者側勝訴が確定。その後『ジョージィ！』について原作者と作画者が法的和解をし、現在、版権管理は企業に任されている。
2005年にテレビアニメ版がアニマックスで再放送されたのとほぼ同時期に、全4巻のコンビニコミックで再販された。コンビニコミック版の巻末には、井沢・いがらし個別のインタビューが収録されている。

## ストーリー
19世紀のオーストラリア・シドニーの牧場で暮らす少女ジョージィ。彼女に父親は無かったが、母と優しい2人の兄と楽しく暮らしていた。しかし兄達はオーストラリア総督の孫のロエルがジョージィに接触したことを機に、長い間秘めていた彼女への想いをぶちまけて喧嘩になってしまう。それを見た母は怒り悲しみ、ジョージィに向かって流刑囚の子と罵る。ジョージィは、その時に初めて自分が拾い子だと知る。
ジョージィは本当の父を探すため、物心が付く前から身につけていた腕輪を持って恋人ロエルのいるイギリスへ渡る。アベルもまたジョージィを追ってイギリスへ向かう。家同士が決めたエリーズとの婚約を解消できないロエルは、ジョージィと共にロンドンを脱出するが、ロエルは重い病気にかかっていた。ジョージィはロエルのためにお針子として働く。残されたアーサーもイギリスへと向かうが、ダンゲリング公爵の悪事を知ったために彼の屋敷に監禁されて苦しんでいた。

## 登場人物
ジョージィ
声 - 山本百合子
オーストラリアのシドニー郊外のバトマン牧場で両親と兄二人と暮らす明るい少女。14歳。物心が付く前から腕輪を身に着けている。特技は裁縫、洗濯、ブーメラン。母の暴言により、家族と血が繋がっていなかったことを知り、ロンドンへ旅立つ。その後ロエルと駆け落ちするも、貴族育ちで心身とも弱い彼とのズレを次第に感じるようになり、また彼の病気を治すだけの収入もなかったことから、彼をエリーズの元に返す。その後実父との再会を果たし、やがてアベルへの想いを自覚する。原作では幽閉されたアベルの元へ忍び結ばれ彼の子を妊娠し、子と共にオーストラリアに帰国する。
アベル・バトマン
声 - 堀秀行、山田栄子（少年時代）
アーサーの兄。早くから義妹であるジョージィへの愛を意識し、彼女を忘れるために船乗りになったが結局ジョージィを追いイギリスに渡る。幽閉されたアーサーを助けて自分が代わりに幽閉されるが、アーウィンを殺してしまったことで処刑が決まる。ジョージィらは彼を助けるべく奔走するが間一髪間に合わずダンゲリングに処刑される。アニメでは処刑されずジョージィと共に帰国。
アーサー・バトマン
声 - 永久勲雄、木藤玲子（少年時代）
アベルの弟。心優しく、穏やかな性格。彼もまた兄同様義妹ジョージィを女性として愛している。母を看取ったあとイギリスに渡りケインという偽名を名乗るが、アーウィンに麻薬漬けにされ幽閉される。アベルが彼と入れ代わる形で脱出するも、テムズ川に落ちて行方不明となっていた。終盤で生きていたことがわかり、オーストラリアで帰国したジョージィ（原作ではジョージィの息子、アニメではアベルが共に帰国）を迎える。
アレックス・バトマン
声 - 津嘉山正種
アベルとアーサーの父。バトマン牧場を経営するが、若くして他界する。漫画版では物語開始時には既に死去しており、回想シーンのみに登場する。
母（メリー・バトマン）
声 - 上田みゆき
アベルとアーサーの母。夫亡き後、一人で農場を切り盛りし子供たちを育てる。ジョージィを女性として見始めた息子たちを心配するあまり、ジョージィに冷たく当たってしまい、後悔する。その後心労で倒れ、アーサーに看取られ他界。
ジュニア
声 - 島香裕
ケビンの飼い犬。ジョージィに懐いている。ふだんはだらけているが、ジョージィに『ウィリアム・アダムス・ジュニア君（本名らしい）』と呼ばれると姿勢を正す。アニメオリジナルキャラ。
ラップ
声 - 秋山るな
バトマン家の庭の木に住むコアラ。アニメオリジナルキャラ。
ケビン
声 - 真木恭介 → 梶哲也
バトマン家の近くに農場を持つ老人。ジョージィたち兄弟の良き相談役でもある。
ロエル・J・グレイ
声 - 三ツ矢雄二
オーストラリア総督の孫息子。貴族ではないが、イギリスの上流階級の出身。ジョージィと恋におち一度は駆け落ちするが、病魔に体を蝕まれる。結局は彼の身体を案じたジョージィによってエリーズの元へ返される。
エリーズ
声 - 玉川砂記子
ロエルの婚約者。イギリスの名門貴族ダンゲリング公爵家の出身。
ジェシカ
声 - 山田栄子
金鉱成金の不良娘。アベルの恋人。アベルがジョージィを愛していることを知り、ケニーにジョージィの殺害を依頼する。
ケニー
声 - 鈴置洋孝
船乗り。ジェシカから金を貰ってジョージィを殺害しようとする。
スキフィンズ
声 - 有川博
ジョージィが船で出会った謎のイギリス人医師。
キャサリン
声 - 小山茉美
イギリス貴族バーンズ子爵の娘。8歳。天真爛漫でおませ。イギリスへ渡るために男装して船乗りになっていたジョージィに熱烈な恋をする。ジョージィが女の子と知ってからは親友として、過酷な運命と闘う彼女を応援するようになる。
バーンズ子爵
声 - 富山敬
キャサリンの父。貴族だが腰が低く優しく、娘を溺愛している素振りをみせる。
バーンズ夫人
声 - 松島みのり
キャサリンの母。ジョージィいわく「キャサリンをそのまま大人にしたような人」。
ダンゲリング公爵
声 - 北原義郎
エリーズの伯父。イギリス社交界の実力者だが、裏では麻薬の密売に手を染める。ジョージィの実父を陥れた本作の黒幕。最終的には悪事が暴かれて失脚する。
アーウィン
声 - 速水奨
ダンゲリング公爵の甥で後継者（アニメでは実の息子）。アーサーに執着する。
マリア
声 - 秋山るな
ダンゲリング公爵の姪（アニメでは娘）。アーウィンの妹。アーサーに恋する。
ジョイ
声 - 麻上洋子
ロンドンでマッチ売りをしている少女。アベルを兄のように慕う。
アレン
声 - 亀井三郎
ロンドンの造船技師。アベルを雇う。
ディック
声 - 竹村拓
ロンドンの下町に住む煙突掃除夫。エンマとの結婚式の日にジョージィと知り合う。
エンマ
声 - 佐々木るん
ディックの妻でお針子。ジョージィの良き友人。
フリッツ・ジェラルド伯
声 - 塚田正昭
イギリス貴族でジョージィの実父。ダンゲリング公爵の悪事を暴こうとしたところ、逆に公爵に女王暗殺犯の濡れ衣を着せられてオーストラリアに流刑となり、10年以上刑務所にいた（最終回冒頭で釈放された描写がある）。絵が得意。ジョージィの名前の由来も分かった。
ソフィア・ジェラルド
声 - 滝沢久美子
ジョージィの実母。流刑になった夫・フリッツを追って赤ん坊のジョージィと共にオーストラリアへ渡るが力尽き、娘ジョージィをバトマン親子に託して死亡。ジョージィが身に着けている腕輪は、自身の形見である。
ナレーター
声 - 遠藤泰子

## テレビアニメ版
『レディジョージィ(レディジョージィ！と表記される場合あり)』と題し、1983年4月9日から1984年2月25日までテレビ朝日系列ほかで放送。朝日放送、旭通信社、東京ムービー新社の共同製作。全45話。テレビ朝日系列での放送時間は毎週土曜 19時00分 - 19時30分（日本標準時）。
2008年、バンダイビジュアルから全話を収録したDVD-BOXが発売された。2018年10月26日には、ベストフィールドから『思い出のアニメライブラリーシリーズ 第95集 レディジョージィ コレクターズDVD デジタルリマスター版』が発売された（販売元 - TCエンタテインメント）。

### スタッフ
- プロデューサー - 鍋島進二（朝日放送）、荻野宏（旭通信社）、仙石鎮彦（東京ムービー）
- 原作 - いがらしゆみこ、井沢満
- 音楽 - 渡辺岳夫
- 作画監督・キャラクター設定 - 高畑順三郎
- 美術監督 - 龍池昇
- 撮影監督 - 高橋宏固
- 録音監督 - 佐藤敏夫（東北新社）
- 音楽監督 - 鈴木清司
- 構成 - 小野田博之
- 制作担当 - 青野史郎
- チーフディレクター - 吉田しげつぐ
- 録音技術 - 小野敦志
- 音響効果 - 倉橋静男（東洋音響）
- 選曲 - 合田豊
- 編集 - 掛須秀一
- タイトル - 高具アトリエ
- オープニングアニメーション - 川尻善昭
- 色指定 - 伊藤純子
- 動画チェック - 家野尚代
- 録音 - 東北新社
- 現像 - 東映化学
- 制作 - 朝日放送、旭通信社、東京ムービー新社

### 主題歌
オープニングテーマ - 「忘れられたメッセージ」
作詞 - 千家和也 / 作曲 - 渡辺岳夫 / 編曲 - 青木望 / 歌 - 山本百合子
エンディングテーマ - 「やさしさをありがとう」
作詞 - 井沢満 / 作曲 - 渡辺岳夫 / 編曲 - 青木望 / 歌 - 山本百合子
ビクター音楽産業から、この2曲を収録したシングルレコードが発売された。

### 挿入歌
「愛のブレスレット」
作詞 - 千家和也 / 作曲 - 渡辺岳夫 / 編曲 - 青木望 / 歌 - 山本百合子
「あしたのめぐり逢い」
作詞 - 荒木とよひさ / 作曲 - 渡辺岳夫 / 編曲 - 青木望 / 歌 - 山本百合子
「ブーメラン」
作詞 - ひのこういち / 作曲・編曲 - 渡辺岳夫 / 歌 - 山本百合子
「父さんの子守歌」
作詞 - 井沢満 / 作曲 - 渡辺岳夫 / 編曲 - 青木望 / 歌 - 山本百合子
同じくビクター音楽産業から、上記各曲と劇伴を収録したLPレコードが発売された。

### 各話リスト
| 話数 | 初回放送日    | サブタイトル                         | 脚本     | 絵コンテ     | 演出           |
| ---- | ------------- | ------------------------------------ | -------- | ------------ | -------------- |
| 1    | 1983年 4月9日 | 腕輪の秘密                           | 金子裕   |              | 吉田しげつぐ   |
| 2    | 4月16日       | 父さんの約束                         | 朝倉千筆 | 井内秀治     |                |
| 3    | 4月23日       | トカゲ島のできごと                   | 朝倉千筆 | 三家本泰美   |                |
| 4    | 4月30日       | 父さん、死んじゃいや！               | 朝倉千筆 | 児玉兼嗣     | はしもとなおと |
| 5    | 5月7日        | 牧場を売らないで…                    | 金子裕   |              | 奥脇雅晴       |
| 6    | 5月14日       | 兄妹のすてきな夢                     | 城山昇   | 三家本泰美   |                |
| 7    | 5月21日       | なくなったブレスレッド               | 城山昇   | 井内秀治     |                |
| 8    | 5月28日       | 友だちはいじめっ子？                 | 金子裕   | 御厨恭輔     |                |
| 9    | 6月4日        | おかしなアベル                       | 金子裕   | 三家本泰美   | はしもとなおと |
| 10   | 6月11日       | 母さんが笑った！                     | 朝倉千筆 |              | 須田裕美子     |
| 11   | 6月18日       | おもいがけないお客さま               | 朝倉千筆 | 所謙司       | 御厨恭輔       |
| 12   | 6月25日       | 今日から一人部屋                     | 城山昇   |              | 奥脇雅晴       |
| 13   | 7月2日        | アベルがやきもちをやいた！           | 城山昇   | 三家本泰美   |                |
| 14   | 7月9日        | アベルの決意                         | 城山昇   | 御厨恭輔     |                |
| 15   | 7月16日       | じゃじゃ馬ベッキィ                   | 朝倉千筆 | 所謙司       | はしもとなおと |
| 16   | 7月23日       | ベッキィの誕生日                     | 朝倉千筆 | 須田裕美子   | 水谷貴哉       |
| 17   | 7月30日       | ラップのお嫁さん                     | 朝倉千筆 |              | 井内秀治       |
| 18   | 8月6日        | アーサーの嘘                         | 朝倉千筆 | 奥脇雅晴     |                |
| 19   | 8月13日       | デザイナーになる？                   | 金子裕   | 三家本泰美   |                |
| 20   | 8月20日       | さようならオーストラリア             | 金子裕   | 所謙司       | 奥脇雅晴       |
| 21   | 8月27日       | 瞳の色は優しいブルー                 | 朝倉千筆 |              | 水谷貴哉       |
| 22   | 9月3日        | お帰りなさいアベル                   | 朝倉千筆 | 井内秀治     |                |
| 23   | 9月10日       | その人の名は…ロエル                  | 朝倉千筆 | 奥脇雅晴     |                |
| 24   | 9月17日       | はじめてのキス！                     | 城山昇   | 吉田しげつぐ |                |
| 25   | 9月24日       | ジョージィの隠された過去の秘密       | 城山昇   | 御厨恭輔     |                |
| 26   | 10月1日       | 嵐の夜・愛をうちあけるロエル         | 朝倉千筆 | 須田裕美子   | 水谷貴哉       |
| 27   | 10月8日       | 秘密を知った悲しみのジョージィ       | 朝倉千筆 |              | 井内秀治       |
| 28   | 10月15日      | アベルとアーサー・二つの愛のかたち   | 朝倉千筆 | 奥脇雅晴     |                |
| 29   | 10月22日      | 旅立ちの決心をするジョージィ         | 朝倉千筆 | 吉田しげつぐ | 出﨑哲         |
| 30   | 10月29日      | ジョージィを追うアベル、そして母の死 | 朝倉千筆 |              | 井内秀治       |
| 31   | 11月12日      | ちりぢりになってイギリスに向かう3人  | 朝倉千筆 | 水谷貴哉     |                |
| 32   | 11月19日      | 船員ジョージィと夢見る少女キャサリン | 朝倉千筆 | 須田裕美子   |                |
| 33   | 11月26日      | ジョージィにかけられた恐ろしいワナ   | 金子裕   | 吉田健次郎   |                |
| 34   | 12月3日       | 再会する二人〜ジョージィとロエル〜   | 金子裕   | 奥脇雅晴     |                |
| 35   | 12月10日      | おばあちゃんの夢とロエルの涙         | 朝倉千筆 | 須田裕美子   | 出崎哲         |
| 36   | 12月17日      | ジョージィを見つけたアベル！         | 朝倉千筆 |              | 井内秀治       |
| 37   | 12月24日      | ジョージィとの結婚に反対するアベル   | 朝倉千筆 | 須田裕美子   |                |
| 38   | 1984年 1月7日 | 忍びよるダンゲリング公爵の魔の手     | 城山昇   | 奥脇雅晴     |                |
| 39   | 1月14日       | 王室舞踏会は危険がいっぱい！         | 城山昇   | 所謙司       | 冨永恒雄       |
| 40   | 1月21日       | 脱出するロエルとジョージィ           | 城山昇   |              | 吉田健次郎     |
| 41   | 1月28日       | 大切な腕輪を売るジョージィ           | 朝倉千筆 | 奥脇雅晴     |                |
| 42   | 2月4日        | ロエルのために必死に働くジョージィ   | 朝倉千筆 | 石井文子     |                |
| 43   | 2月11日       | さよなら愛しいロエル                 | 朝倉千筆 | 冨士三哉     |                |
| 44   | 2月18日       | 父にめぐり会うジョージィ             | 朝倉千筆 | 井内秀治     |                |
| 45   | 2月25日       | 心はブーメランのように               | 朝倉千筆 | 冨士三哉     |                |

### 放送局
系列は放送当時のものを記載。放送日時は新潟テレビ21と個別に出典が提示されているものを除き1983年9月中旬 - 10月上旬のものとする。
| 放送対象地域   | 放送局             | 系列                          | 放送日時 | 備考                                        |
| -------------- | ------------------ | ----------------------------- | --- | ------------------------------------------- |
| 近畿広域圏     | 朝日放送           | テレビ朝日系列                | 土曜 19:00 - 19:30 | 製作局                                      |
| 関東広域圏     | テレビ朝日         | テレビ朝日系列                | 土曜 19:00 - 19:30 |                                             |
| 北海道         | 北海道テレビ       | テレビ朝日系列                | 土曜 19:00 - 19:30 |                                             |
| 岩手県         | テレビ岩手         | 日本テレビ系列                | 日曜 7:45 - 8:15 |                                             |
| 山形県         | 山形テレビ         | フジテレビ系列                | 木曜 16:30 - 17:00 木曜 17:00 - 17:30 |                                             |
| 宮城県         | 東日本放送         | テレビ朝日系列                | 土曜 19:00 - 19:30 |                                             |
| 福島県         | 福島放送           | テレビ朝日系列                | 土曜 19:00 - 19:30 |                                             |
| 新潟県         | 新潟テレビ21       | テレビ朝日系列                | 土曜 19:00 - 19:30 | 1983年10月の開局時から放送                  |
| 富山県         | 富山テレビ         | フジテレビ系列                | 金曜 17:20 - 17:50（1983年8月12日開始 - 同年11月4日） →土曜 7:30 - 8:00（1983年11月12日 - 1984年3月31日） →木曜 16:50 - 17:20（1984年4月5日 - 同年6月21日最終回） |                                             |
| 石川県         | 石川テレビ         | フジテレビ系列                | 土曜 7:30 - 8:00（1983年5月14日開始 - 同年9月23日） →土曜 8:00 - 8:30（1983年10月1日 - 1984年3月24日最終回）                                                      |                                             |
| 福井県         | 福井放送           | 日本テレビ系列                | 水曜 17:00 - 17:30（1983年8月31日開始 - 1984年7月4日最終回） | [ 17 ]                                      |
| 山梨県         | 山梨放送           | 日本テレビ系列                | 火曜 17:00 - 17:30 |                                             |
| 長野県         | 信越放送           | TBS系列                       | 水曜 17:25 - 17:55 |                                             |
| 静岡県         | 静岡けんみんテレビ | テレビ朝日系列                | 土曜 19:00 - 19:30 | 当時の社名は静岡県民放送 現・静岡朝日テレビ |
| 中京広域圏     | 名古屋テレビ       | テレビ朝日系列                | 土曜 19:00 - 19:30 |                                             |
| 島根県・鳥取県 | 日本海テレビ       | 日本テレビ系列                | 月曜 19:00 - 19:30 | [ 18 ]                                      |
| 広島県         | 広島ホームテレビ   | テレビ朝日系列                | 土曜 19:00 - 19:30 |                                             |
| 香川県・岡山県 | 瀬戸内海放送       | テレビ朝日系列                | 土曜 19:00 - 19:30 |                                             |
| 徳島県         | 四国放送           | 日本テレビ系列                | 金曜 17:00 - 17:30 |                                             |
| 高知県         | 高知放送           | 日本テレビ系列                | 水曜 17:30 - 18:00 |                                             |
| 福岡県         | 九州朝日放送       | テレビ朝日系列                | 土曜 19:00 - 19:30 |                                             |
| 長崎県         | 長崎放送           | TBS系列                       | 水曜 16:50 - 17:20 |                                             |
| 熊本県         | テレビ熊本         | フジテレビ系列 テレビ朝日系列 | 火曜 17:30 - 18:00 |                                             |
| 鹿児島県       | 鹿児島放送         | テレビ朝日系列                | 土曜 19:00 - 19:30 |                                             |

### 関連商品
メインスポンサーであったバンダイからは、ジョージィの人形「おしゃれなジョージィ」や着せ替えができる玩具「ラブリーポーズ」などが発売された。スポンサーの一社であったショウワノートからは、ぬり絵やパズルなどが発売された。